# 海南歷史
海南一般指海南岛，古称琼州，现海南省于1988年建省，是中国第5个经济特区，第23个省份以及第31个省级行政区。

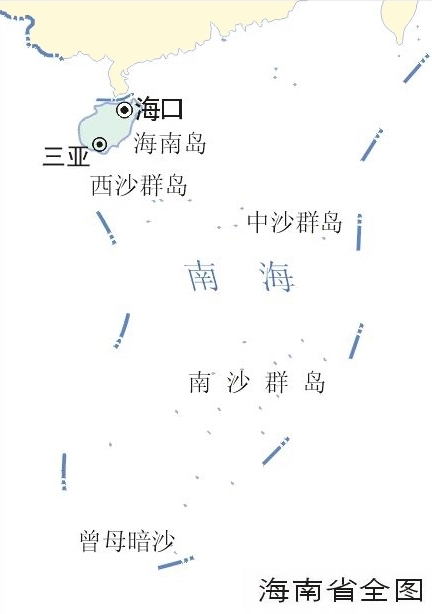
海南省全图

## 上古文明
- 海南的历史可追溯到旧石器时代早期。最早的人类活动遗址为三亚市落笔洞古人类文化遗址、石贡遗址、东方市的付龙园遗址和文昌市凤鸣村遗址等。在以上遗址发现了大量的石器和陶器残片，为研究海南岛石器时代提供了宝贵的资料。

## 先秦时代
- 海南岛的原始居民在距今3000年前（相当于历史上的商周时期），因自然条件的变化，陆续迁移到平原、台地、河岸和海湾地带生活，从事原始农业、手工业、狩猎、捕鱼和采集活动，开创了海南岛的文明。秦末汉初原始社会开始瓦解，先从岛的北部开始，逐渐向东部、南部沿海及内地山区推移，延续时间很长。五指山少数民族地区在清末民初还保留着原始社会的残余。

## 秦汉时代
- 秦朝，海南为象郡属地。
- 西汉元封元年（公元前110年），路博德攻下海南岛，设置珠崖郡（治今海南琼山）、儋耳郡。西汉末年，罢弃珠崖、儋耳二郡，对海南实行遥领统治。
- 中国人在汉代便发现了南沙群岛，此在东汉杨孚《异物志》、三国时万震的《南国异物志》、东吴将领康泰的《扶南传》等书中均有记载。越南方面一直指異物誌等書曾記載美人魚的光怪陸離之事，其可靠性成疑。

## 魏晋南北朝
- 三国时期，吴赤乌年间（238年～251年）设珠崖郡（治今广东徐闻）。
- 晋武帝太康元年（280年），省珠崖郡，并入合浦郡。
- 南朝宋文帝元嘉八年（431年）复立珠崖郡，治徐闻，不久又废。
- 南朝梁武帝大同（535年～546年）中，在废儋耳郡的地方设置崖州，统于广州。
- 俚人首领冼夫人引海南岛各族部落归附梁朝。

侯景之乱时，冼夫人率兵击破高州刺史李迁仕，并与都督陈霸先联合，平定广东叛乱。冼夫人保境安民，被嶺南人尊为「圣母」。陈朝建立后，冼夫人即率众归附陈朝。

## 隋唐五代
- 隋初，岭南数郡共奉高凉（今广东阳江西）冼夫人为主，保境拒守。隋派使臣安抚岭南，杨广亦命陈叔宝致书冼夫人，劝其归隋。冼夫人以其孙率众迎接隋使，岭南诸州（包括海南岛）悉为隋地。至此，结束了永嘉之乱以来280余年南北分裂的局面，完成了隋文帝统一南北的大业。
- 唐贞观五年（631年）增设琼州，海南简称“琼”即源于此。
- 西沙群岛上有一处唐时期遗址石碑，表明中国人自唐以來就开始在西沙群岛生活
- 唐末諸藩崛起，南漢在嶺南立國。而今海南省直轄於南漢朝廷。宋太祖開寶四年平南漢廢其建制。

## 宋元

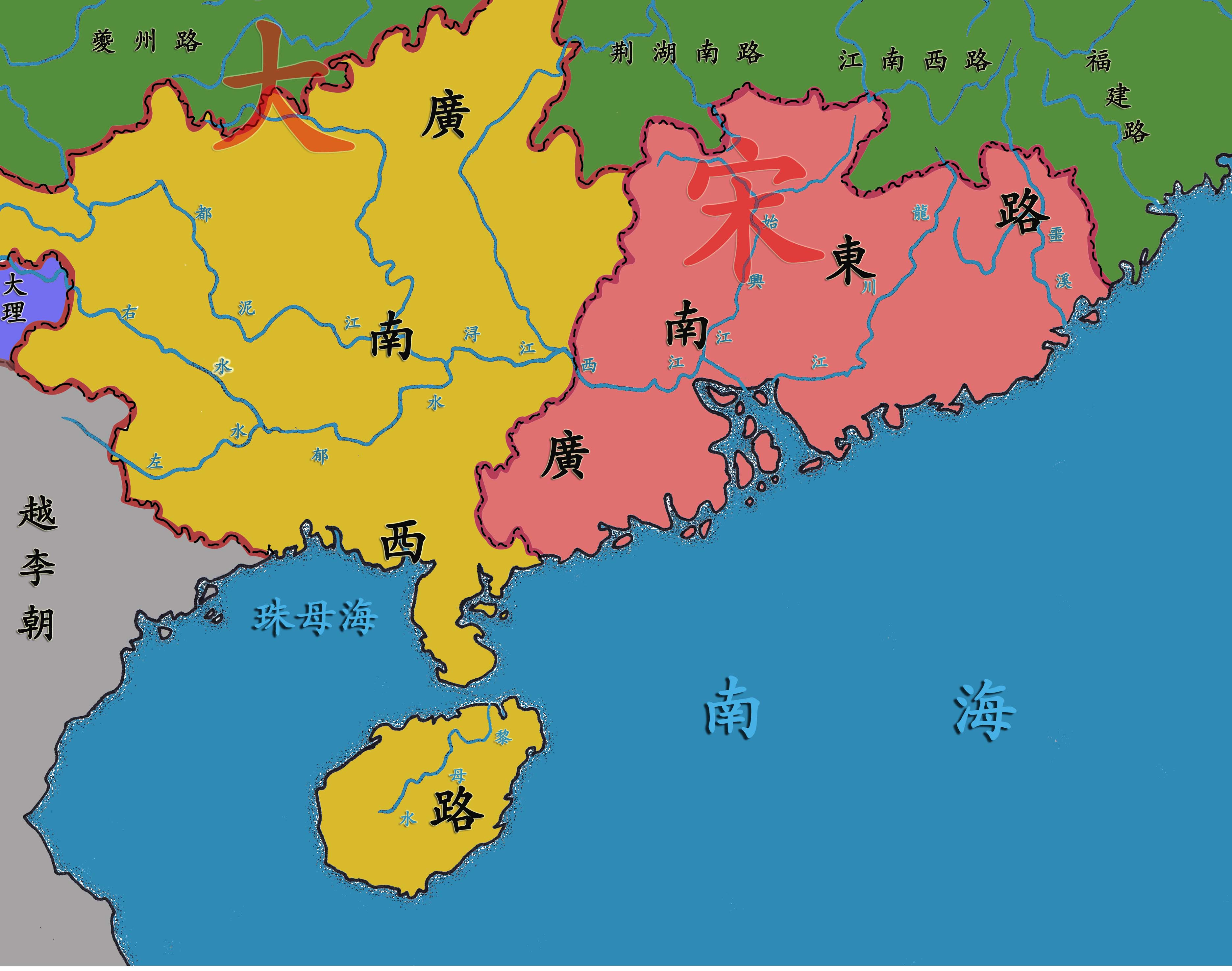
宋 两广与海南岛

- 宋朝，海南岛与今广西壮族自治区的大部分一起属于广南西路。唐宋八大家之一的蘇軾曾被貶官至此。
- 元朝，岭南地区和海南岛没有单独设置一级行政区划，而是将原宋朝广南东路辖区归江西行省管辖；原广南西路划归湖广行省管辖，今海南省和广东省雷州半岛，都归湖广行省管辖。
- 宋朝以來，中沙群島被稱為千里長沙。1279年，著名天文学家郭守敬进行“四海测验”时在南海的测量点就是今海南省南海中的黄岩岛。
- 《元史》地理志和《元代疆域图叙》记载元代疆域包括了南沙群岛。《元史》还记载了元朝海军巡辖了南沙群岛。
- 从北宋熙宁九年到元末近300年内，黎民起义达18次之多，起义地点几乎遍及整个海南岛。南宋绍定四年（1231年），琼山黎民王居起起义，自称“南王”，攻打临高、澄迈、文昌等地[1]。元朝后期，王马等人领导的黎族起义，参加人数达几万人之多[2]。

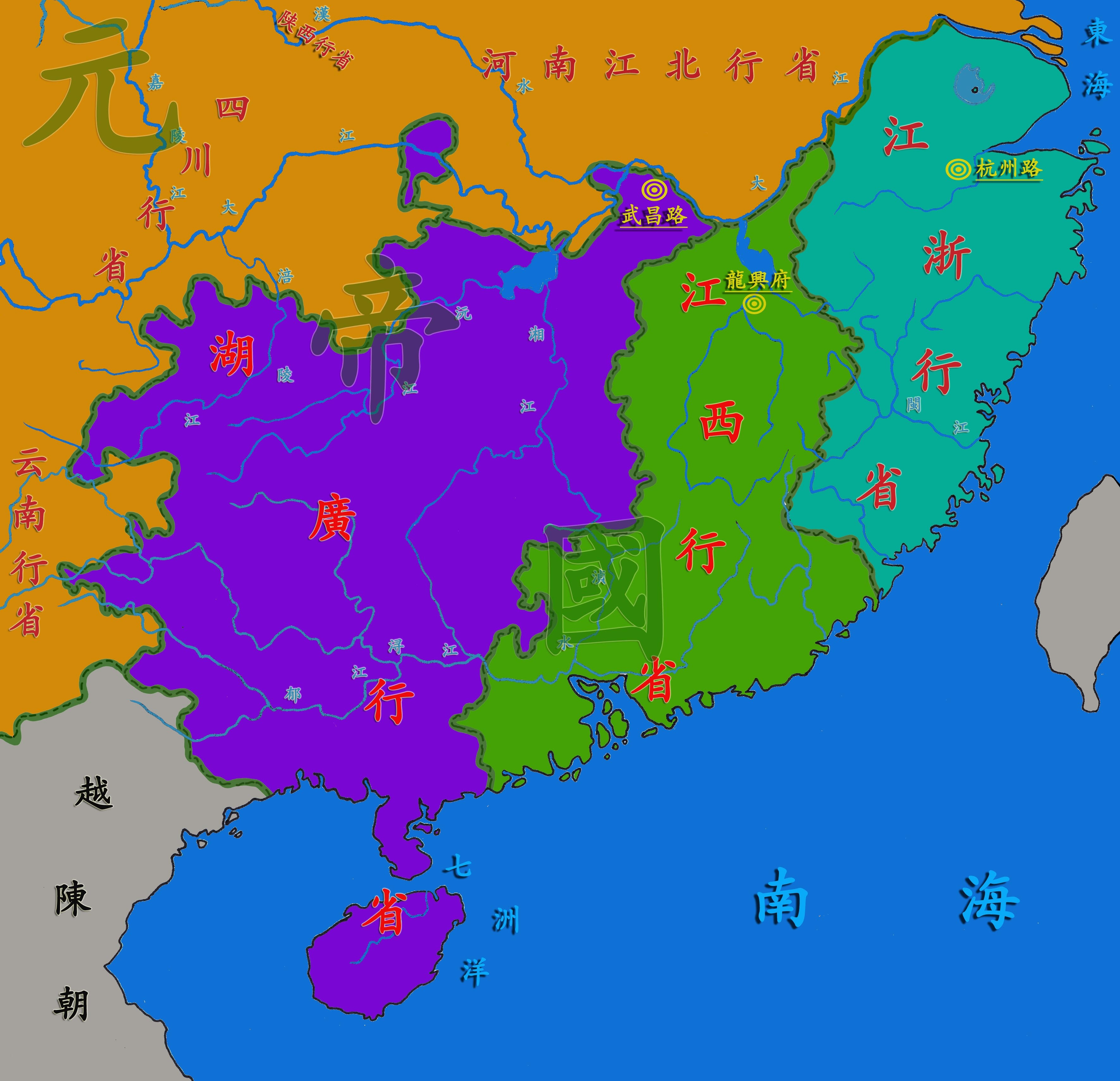
元朝湖广行省统治下的海南岛

## 明清
- 明朝初期，两广与江西、湖南分开。由于广西壮、黎、瑶三个民族反明起义猛烈，明朝皇帝朱元璋采用分而治之的办法，把黎族聚居的海南及广西门户钦、廉州划归广东。
- 从明朝开始，琼州府隶属于广东省，治所在琼山县（治今海口市琼山区府城镇），管辖全岛。西沙、南沙群岛正式划归琼州府管辖。
- 从明洪武六年（1373年）到崇祯十四年（1641年）的268年中，黎族人民的起义达30多次，规模较大的有14次。成化五年（1469年），儋州七坊峒黎民首领符那南起义，自称“南王”；十一月，都指挥王琏领兵征剿，被起义军屡次打败；十二月，明军将农民军打败[1]。弘治十四年（1501年）儋州七坊峒（今白沙黎族自治县七坊镇）符南蛇领导的黎民起义，声势最为浩大，起义军发展到1万余人；明朝出动2万官军分五路进剿，起义军凭险奋战，歼灭官军2000余人，连陷儋州、昌化、感恩等州县。明朝派征猺将军、伏羌伯毛锐率领数省10万官军渡海镇压。由于力量悬殊，起义军经过1年的奋战，在弘治十五年（1502年）十二月被镇压下去，符南蛇也投塘自尽。嘉靖十八年至二十七年（1535年—1548年），大规模的黎民起义再次爆发，其中万州鷓鸪啼峒（今琼中黎族苗族自治县和平镇）、陵水县和保亭县境内的黎民那红、那黄、陈那任等人领导的起义，崖县止强、石讼村（今乐东黎族自治县志仲镇）与古镇州（今东方市）等地黎民那燕、那牵、符门钦等人为首的黎民起义。万历（1573年—1620年）后期，崖州抱由、罗活（今乐东黎族自治县抱由镇）发生黎民起义，起义军攻陷乐安营，围攻崖州城[2][3]。
- 清朝基本沿袭明制，至清末，海南岛上有1府2州11县。府即琼州府，领儋州和琼山、澄迈、定安、文昌、会同（今琼海）、乐会（今琼海）、临高7县。崖州于光绪三十一年（1905年）升为直隶州，领感恩（今东方）、昌化（今昌江）、陵水、万县（今万宁）4县。
- 清康熙元年（1662年）至道光三十年（1850年）的100多年间，黎民起义和黎汉人民联合起义达18次之多。尤以道光九年（1829年），崖州洋琳峒（今三亚市天涯区雅亮村）的黎亚鸡、张红须领导的起义规模最大，起义军把前来镇压的官兵杀得大败而逃，连万州营千总周明清、崖州营千总黄振强等均被打死；清朝增派大军，才把这次起义镇压下去[2]。
- 明朝《海南卫指挥佥事柴公墓志铬》中的记载表明南沙群岛属于明代版图，明代海南卫巡辖了西沙、中沙和南沙群岛。在清代，中国政府将南沙群岛标绘在权威性地图上，对南沙群岛行使行政管辖。1724年的《清直省分图》之《天下总舆图》、1755年《皇清各直省分图》之《天下总舆图》、1767年《大清万年一统天下全图》、1810年《大清万年一统地量全图》和1817年《大清一统天下全图》等许多地图均将南沙群岛列入中国版图。

## 民國
- 1916年10月，龍濟光被滇桂护国军和广东民军擊敗，退守海南島，其统治维持至1918年。
- 桂系軍閥沈鴻英（1919年—1920年）和滇系部將李根源（1920年）先後統治海南島。
- 1921年1月，邓本殷率部隊打敗旧桂系的琼崖驻军团长何福昌，進佔海南島，直至1926年1月被國民革命軍張發奎部和陳濟棠部聯合打敗，撤出海南島，結束對海南島近5年的管治。
- 海南在明清时期一直歸广东省管轄，至國民黨执政的中華民國南京国民政府時期，方获升格為省之機會。先是胡漢民、孫科提議設立瓊崖特別區，並於民國20年（1931年）12月7日，國民政府國務會議決議：劃廣東省環崖全屬爲特別行政區，直隸國民政府，設行政長官，並任命伍朝樞爲行政長官[4]。伍朝樞於民國21年（1932年）3月1日就任瓊崖特別區行政長官；4月16日，在海口設立瓊崖特別區長官公署臨時辦事處，以瓊崖原有13縣及西沙群島爲管轄範圍[5]，5月27日，西南政務委員会修正公布的《修正琼崖特别区政府组织条例》，惟後因陳濟棠暗中阻撓，改建事宜未能實施。
- 1939年2月10日，日军占领海南，随即成立了第四基地队作为最高统治机关，11月改名为海南岛基地队。1941年4月10日改名为海南警备府。1939年5月亦成立了傀儡机构治安维持会（后更名琼崖自治委员会），赵士桓任委员长，1942年更名为琼崖临时政府，直到1945年8月15日日军投降。[6]
- 抗戰勝利後，民國36年（1947年）8月，行政院院務會議通過以瓊崖改爲海南特別行政區，隸屬行政院，民國37年（1948年）行政院命令公佈，民國38年（1949年）4月正式成立行政長官公署，派陳濟棠爲行政長官。5月20日，《海南特區行政長官公署組織條例》制定10條；5月24日，《海南建省籌備委員會組織條例》制定11條。同年6月6日公布這兩份法律，並准在海口成立建省籌備委員會，以籌謀進行改省事宜。（中華民國61年）1972年3月7日，立法院通過停止適用這兩份法律，同年3月18日公布。民國92年（2003年）5月13日廢止這兩份法律，同年5月28日公布。

## 中华人民共和国时期
- 1949年10月1日，由于中华人民共和国之主权在实际上仍未及于海南島及其他廣大邊疆地区，北京的广播电台宣称：“中国人民解放军一定要解放包括西藏、内蒙、海南、臺灣在内的中国领土。”1950年3月至5月間發生了海南島戰役。4月23日，中國人民解放軍佔領海口。随后，解放军的后续部队陆续渡海与先遣部队会合，向国军余部猛攻，相继占领了榆林、三亚等主要地区。5月1日，海南岛全境落入解放軍手中，解放軍攻佔海南島，海南遂恢復併入廣東省，地位下降。其后在长达38年的时间里，将海南作为国防前线要地不列入计划发展地区，至此導致了海南長達30多年的時間得不到發展，經濟基礎薄弱。
- 1955年，廣東省人民政府海南行政公署改稱廣東省海南行政公署。此外建立了海南黎族苗族自治州，州府駐保亭縣沖山鎮。
- 1959年3月24日，中國中央政府設立了西沙群島、南沙群島、中沙群島辦事處（簡稱西、南、中沙群島辦事處、西沙辦事處或西沙辦），負責行使西沙群島、南沙群島和中沙群島及其周边海域的主權與管轄權。1983年，中華人民共和國地名委員會公佈包括南沙群島在內的南海諸島標準地名。
- 1984年5月31日，第六届全国人民代表大会第二次会议审议了国务院关于成立海南行政区人民政府的议案，决定设立海南行政区。1984年10月1日，撤销海南行政区公署，海南行政区人民政府正式成立。
- 1988年4月13日，第七届全国人民代表大会第一次会议通过《关于设立海南省的决定》和《关于建立海南经济特区的决议》，批准海南岛为海南经济特区，实行更加灵活开放的经济政策。1988年4月26日，中国共产党海南省委员会、海南省人民政府正式挂牌，定海口为省会。海南建省後經濟得以快速發展。
- 2012年6月21日，国务院撤销西沙群島、南沙群島、中沙群島辦事處，在西南中沙办事处的基础上设立地级市三沙市，市政府驻地在西沙的永兴岛。
- 2015年2月19日，國務院同意撤銷縣級儋州市，設立地級儋州市，以原縣級儋州市的行政區域為地級儋州市的行政區域，市政府駐那大鎮中興大街中1號，為海南第四個地級市。
- 2022年6月，海南土地超市平台上线。[7]